# Chopda
Chopda là một thành phố và là nơi đặt hội đồng đô thị (municipal council) của quận Jalgaon thuộc bang Maharashtra, Ấn Độ.

## Địa lý
Chopda có vị trí 21°15′B 75°18′Đ / 21,25°B 75,3°Đ Nó có độ cao trung bình là 190 mét (623 feet).

## Nhân khẩu
Theo điều tra dân số năm 2001 của Ấn Độ, Chopda có dân số 60.865 người. Phái nam chiếm 52% tổng số dân và phái nữ chiếm 48%. Chopda có tỷ lệ 67% biết đọc biết viết, cao hơn tỷ lệ trung bình toàn quốc là 59,5%: tỷ lệ cho phái nam là 74%, và tỷ lệ cho phái nữ là 59%. Tại Chopda, 13% dân số nhỏ hơn 6 tuổi.